# ラビリンス (フレッシュゴッド・アポカリプスのアルバム)
| 専門評論家によるレビュー | 専門評論家によるレビュー |
| レビュー・スコア         | レビュー・スコア         |
| 出典                     | 評価                     |
| ------------------------ | ------------------------ |
| About.com                | [ 1 ]                    |
| Exclaim!                 | 7/10                     |
| Metal Storm              | 8.5/10                   |
| MetalSucks               | [ 4 ]                    |

『ラビリンス』(Labyrinth)は、イタリアのテクニカルデスメタルバンド、フレッシュゴッド・アポカリプスの三枚目のフル・アルバムである。2013年8月16日にニュークリア・ブラストから発売された。日本版は日本コロムビアから同年8月21日に発売された。

## 内容
このアルバムはクノッソスの迷宮や関連した神話を題材にしたコンセプト・アルバムである。ギタリストでヴォーカリストのトマソ・リカルディは「我々は古典の世界の全ての要素を表現する為に哲学的な側面に焦点を当て、専門的かつ細部にこだわった調査を経て、迷路が我々が何者であるかを探す終わりの無い模索に繋がる、現代のメタファーを作り出すように努力した」と語った。

## 収録曲
| #         | タイトル                             | 作詞  | 作曲・編曲 | 時間 |
| --------- | ------------------------------------ | ----- | ---------- | ---- |
| 1.        | 「Kingborn」                         |       |            | 6:06 |
| 2.        | 「Minotaur (The Wrath of Poseidon)」 |       |            | 4:47 |
| 3.        | 「Elegy」                            |       |            | 4:18 |
| 4.        | 「Towards the Sun」                  |       |            | 5:42 |
| 5.        | 「Warpledge」                        |       |            | 4:32 |
| 6.        | 「Pathfinder」                       |       |            | 5:12 |
| 7.        | 「The Fall of Asterion」             |       |            | 4:39 |
| 8.        | 「Prologue」                         |       |            | 1:07 |
| 9.        | 「Epilogue」                         |       |            | 5:44 |
| 10.       | 「Under Black Sails」                |       |            | 7:26 |
| 11.       | 「Labyrinth」                        |       |            | 4:25 |
| 合計時間: | 合計時間:                            | 53:58 |            |      |

## 参加ミュージシャン

### フレッシュゴッド・アポカリプス
- パオロ・ロッシ – ベース、ボーカル
- フランチェスコ・パオリ – ドラムス
- クリスティアノ・トリオンフェラ – ギター、バック・ボーカル、オーケストラ・アレンジメント
- トマソ・リカルディ – リードボーカル、ギター
- フランチェスコ・フェリーニ – ピアノ、オーケストラ

### その他の参加者
- ステファノ・モラビート – プロデューサー
- コリン・マークス – アートワーク